# Phaeosphaeria silvatica
Phaeosphaeria silvatica är en svampart som först beskrevs av Giovanni Passerini, och fick sitt nu gällande namn av Hedjar. 1968. Phaeosphaeria silvatica ingår i släktet Phaeosphaeria och familjen Phaeosphaeriaceae.   Inga underarter finns listade i Catalogue of Life.